# Torsten Lundborg
Torsten Lundborg (1899. április 24. – ?) Európa-bajnoki ezüstérmes svéd jégkorongozó.
A milánói, 1924-es jégkorong-Európa-bajnokságon svéd válogatott a döntőben 2–1-es vereséget szenvedett a francia válogatottól és ezüstérmes lett. Ő 3 mérkőzésen 7 gólt ütött.
Klubcsapata a Nacka SK volt, melyben 1921-től 1932-ig játszott.